# نيوكاسل إيجلز
نيوكاسل إيجلز (بالإنجليزية: Newcastle Eagles)‏ هو فريق كرة سلة إنجليزي تأسس في سنة 1976 يقع في نيوكاسل أبون تاين، تاين ووير. يلعب في دوري كرة السلة البريطاني. وهو منافس رئيسي لغلاسكو روكز.

## وصلات خارجية
- الموقع الرسمي